# 페드로 발렌틴 모라
페드로 발렌틴 모라 마리네(스페인어: Pedro Valentín Mora Mariné, 1947년 12월 18일, 카탈루냐 주 빌라플라나 ~)는 페레 발렌티 모라(카탈루냐어: Pere Valentí Mora)로도 알려진 스페인의 전 축구 선수로, 현역 시절 골키퍼로 활동했으며, 은퇴 후에는 감독으로도 활동했다.
그는 133번의 라 리가 경기에 출전했는데, 라 리가 경기 출전은 주로 바르셀로나에서 했으며, 세군다 디비시온에서도 224번의 경기에 출전했다.

## 선수 경력
모라는 카탈루냐 주 타라고나 도 빌라플라나 출신으로 1965년에 17세의 나이로 바르셀로나의 유소년부에 입단했다. 구단의 선수 공급처인 아틀레티크 카탈루냐에서 활약하며 메스타야, 엘체, 그리고 오비에도로 임대되었던 모라는 1974년 2월 17일, 5-0 대승을 거둔 레알 마드리드와의 산티아고 베르나베우 원정 경기에서 1군 신고식을 치렀다.
모라는 바르사에서 활약하면서 주로 살바도르 사두르니와 페드로 마리아 아르톨라를 대신할 세 번째 수문장으로 기용되었으나, 1978 코파 델 레이 결승전에 출전했다. 그는 유럽대항전에서 406분 동안 한 골도 허용하지 않아 이 부문 기록을 보유했으나, 이 기록은 빅토르 발데스가 2007년이 되어서야 경신했다.
1979년 여름, 모라는 또다른 라 리가 구단인 라요 바예카노로 이적하였다. 그는 바예카스에서 4년을 머물면서 주전으로 활약했는데, 못해도 매 시즌 34경기 이상을 출전했지만, 1년차에 소속 구단이 강등되는 아픔을 겪었다.
1983년, 모라는 1부 리그의 무르시아로 이적했다. 그는 무르시아에서 3년을 더 활약하고 38세에 세군다 디비시온 무대에서 은퇴했다.

## 감독 경력
모라는 은퇴 후 감독으로 전향했는데, 처음 지휘봉을 잡은 곳은 TARR 축구학교였다. 이괄라다를 지휘한 지 2년이 지나고, 그의 친정 바르셀로나가 그를 유소년부의 감독으로 내정했다.
1993년, 모라는 세군다 디비시온 B의 짐나스틱 감독이 되었다. 그는 이어서 같은 3부 리그 소속의 무르시아, 베니도름, 그리고 사바델 (두 차례)을 지휘했고, 테르세라 디비시온의 카르타헤나 감독도 맡았었다.

## 사생활
모라의 아들, 페레 모라도 축구 선수로, 골키퍼였다. 그러나, 그는 2005년 9월 20일, [[루스피탈레트데류브레가트|루스피탈레트 데 류브레가트]에서 오토바이 사고로 명을 달리했다.

## 수상
바르셀로나
- 라 리가: 1973–74
- 코파 델 레이: 1970–71, 1977–78
- UEFA 컵위너스컵: 1978–79